# کرت لوبی
کرت لوبی (انگلیسی: Kurt Looby؛ زادهٔ ۱۷ فوریهٔ ۱۹۸۴) بازیکن بسکتبال اهل آنتیگوآ و باربودا است.
از باشگاه‌هایی که در آن بازی کرده‌است می‌توان به مین رد کلاوز اشاره کرد.